# 阿穆奇 (喬治亞州)
阿穆奇（英語：Armuchee）是位於美國喬治亞州弗洛伊德縣的一個非建制地區。該地的面積和人口皆未知。

## 地理
阿穆奇的座標為34°23′20″N 85°10′55″W / 34.38889°N 85.18194°W，而該地的平均海拔高度為190米（即623英尺）。